# Стадничук, Иван Яковлевич
Ива́н Я́ковлевич Стадничу́к (1913—2000) — советский художник. Член Союза художников СССР (1956).

## Биография
Родился в селе Халаимгородок (ныне — село Городковка Андрушёвского района) вблизи г. Бердичев Житомирской области (Украина) в семье школьного сторожа. Художественная фантазия проснулась в нем рано и в 6 классе неожиданно вылилась в два рукописных романа. Они принесли автору незаслуженные огорчения, и будущий художник собрался бежать в Индию. Однако в итоге он оказался в Донбассе, откуда предпринял вторую попытку уехать в Индию. Его сняли с сыпняком с поезда в Бухаре. Там в палате для больных тифом, он впервые берет карандаш и бумагу.
В 1931 году устроился учетчиком потом санитаром в больнице, позже учеником художника в историческом музее. В его первых рисованных людях и неандертальцах уже проявился талант будущего художника. За музеем последовала, работа художником в театре юного зрителя.
В 1935 году переехал в Самарканд, где начинает заниматься в студии под руководством опытного художника Варшама. Встреча со скульптором Кучисом, чутким педагогом и мастером пластики, окончательно решила его дальнейшую судьбу. Стадничук становится студентом Ташкентского художественного училища, одновременно продолжая работать в театре и на киностудии. Был учеником Николая Волкова.
После окончания художественного училища в 1940 году он поступает на живописный факультет Академии художеств в Ленинграде. Начавшаяся учеба была прервана Великой Отечественной войной. С октября 1941 года в рядах сформированной в Академии художеств дивизии ополчения он воевал на Ленинградском фронте. После прорыва блокады Ленинграда он участвовал в боях за освобождение Карелии, Эстонии, Литвы, Польши. В 1944 году стал членом партии; был четырежды ранен, но каждый раз снова возвращался в строй. Закончил войну на Дальнем Востоке. Награждён орденом Красной Звезды, медалями «За оборону Ленинграда», «За победу над Германией», «За победу над Японией».
В 1946 году, после демобилизации, он вернулся к учебе. Внимание превосходных педагогов В. Фогеля, П. Овсянникова и особенно совета К. Рудакова помогали преодолевать профессиональные трудности, которых возникало немало: давал о себе знать большой перерыв.
В 1952 году после окончания Академии художеств Стадничук был приглашен в Алма-Ату преподавателем художественного училища. В этом же году он участвовал на республиканской художественной выставке. В Государственном музее искусств Казахской ССР хранятся его первые плакаты, выполненные в годы работы в КазИЗО (1952—1955). Принимает активное участие в творческой и общественной жизни Союза художников Казахстана. По его инициативе в начале 60-х годов была организована секция акварельной живописи, первым председателем которой он был избран. В течение многих лет Стадничук вел студию самодеятельных художников «Пятница», организуя выставки её участников, пропагандируя их поиски и достижения в периодической печати. Он был одним из наиболее энергичных и деятельных членов общества «Знание». Ему принадлежит идея сознания первого в стране музея искусства акварели в г. Кирове. Художник передал в дар музею несколько своих листов.
Был постоянным участником всесоюзных, республиканских, городских, межзональных выставок. Было проведено более двадцати его персональных выставок. Внёс значительный вклад в становление и развитие изобразительного искусства в Казахстане. Работал во всех жанрах станкового искусства и акварели.
Умер 26 февраля 2000 года в хосписе города Алматы, похоронен на Алматинском кладбище на проспекте Рыскулова.